# Ањо (Атлантски Пиринеји)
Ањо (фр. Agnos) насеље је и општина у југозападној Француској у региону Аквитанија, у департману Атлантски Пиринеји која припада префектури Олорон Сен Мари.
По подацима из 2011. године у општини је живело 895 становника, а густина насељености је износила 97,49 становника/km². Општина се простире на површини од 9 km². Налази се на средњој надморској висини од 250 метара (максималној 535 m, а минималној 247 m).

## Демографија
| 1962. | 1968. | 1975. | 1982. | 1990. | 1999. | 2011. |
| ----- | ----- | ----- | ----- | ----- | ----- | ----- |
| 372   | 353   | 465   | 478   | 645   | 751   | 895   |

График промене броја становника у току последњих година